# James Donahue
James Joseph Donahue (New York, 20 aprile 1885 – Berkeley, 15 marzo 1966) è stato un multiplista statunitense.

## Biografia
Nel 1912 prese parte ai Giochi olimpici di Stoccolma vincendo la medaglia di bronzo nel pentathlon. Nel 1913 lo statunitense Jim Thorpe, che aveva conquistato il titolo olimpico, fu squalificato e a Donahue fu assegnata la medaglia d'argento, mentre quella d'oro andò al secondo classificato, il norvegese Ferdinand Bie. Dopo 70 anni, nel 1983 il CIO decise di assegnare il titolo olimpico ex aequo a Thorpe e Bie.
Sempre ai Giochi di Stoccolma, Donahue si classificò quinto, ma, sempre a causa della squalifica di Thorpe, poi annullata anche in questo caso, risulta essere quarto classificato.

## Palmarès
| Anno | Manifestazione  | Sede      | Evento     | Risultato | Prestazione | Note        |
| ---- | --------------- | --------- | ---------- | --------- | ----------- | ----------- |
| 1912 | Giochi olimpici | Stoccolma | Pentathlon | Argento   | 3475,865 p. | [ 1 ] [ 2 ] |
| 1912 | Giochi olimpici | Stoccolma | Decathlon  | 4º        | 7083,450 .  | [ 2 ] [ 3 ] |